# Африкариум

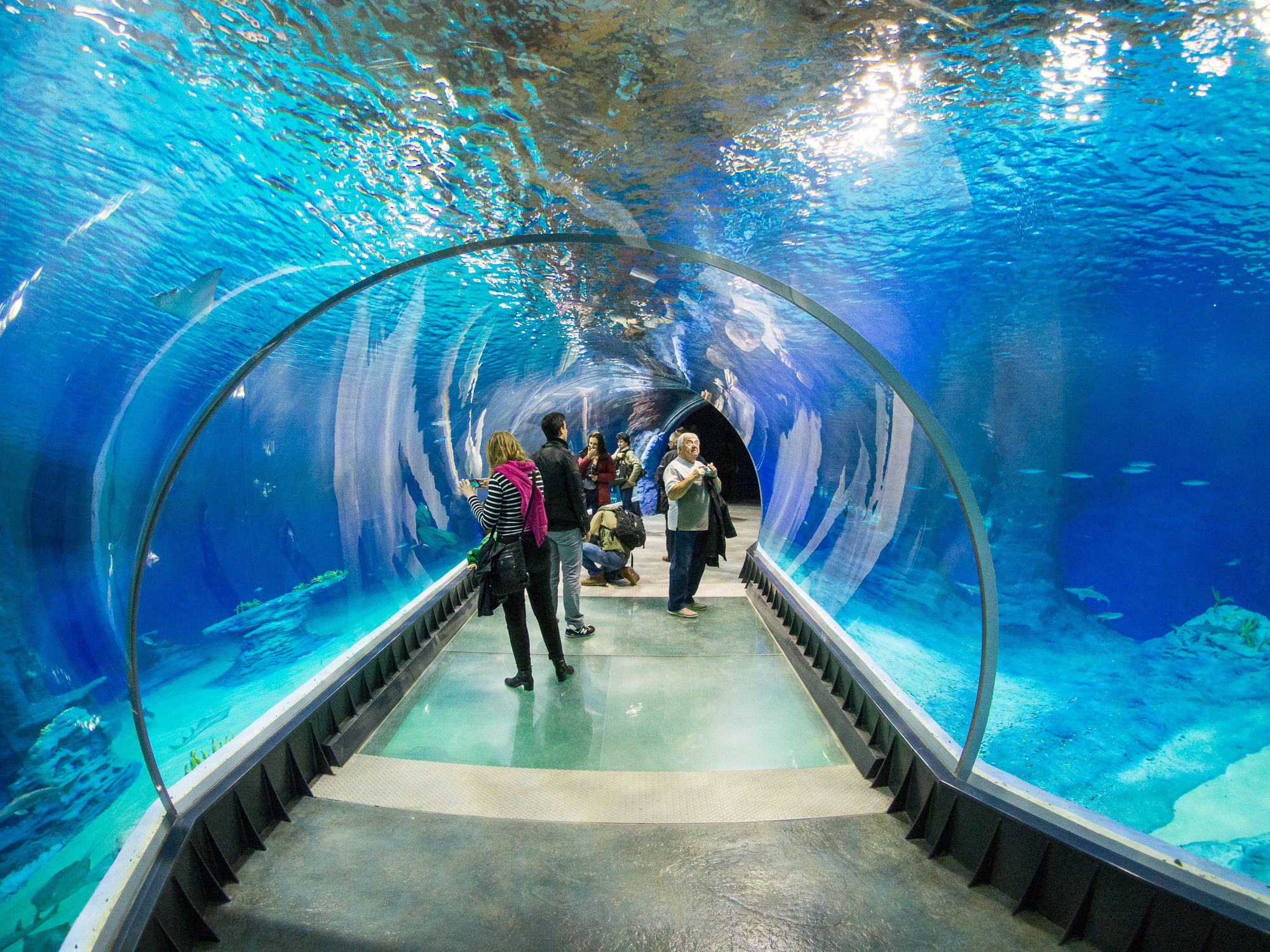
Стеклянный подводный туннель в Африкариуме

Африка́риум — океанариум на территории Вроцлавского зоопарка, демонстрирующий водные экосистемы (морские и пресноводные) и наземную фауну Африки. Комплекс был открыт 26 октября 2014 года и является первым объектом такого типа в Польше.
Объект разделен на наружную часть, представляющую побережье Намибии в виде двух бассейнов с пляжами для африканских морских котиков (3600 м³) и очковых пингвинов (2460 м³), разделенных друг от друга зданием в форме корабля, в котором находится ресторан с панорамной террасой, и внутреннюю часть с железобетонным зданием длиной 160,1 метра, шириной 53,9 метра и высотой 15—12 метров, в котором представлены экспозиции четырех биотопов:
1. Фауна пляжа и коралловых рифов Красного Моря с бассейном 900 м³.
2. Фауна Восточной Африки с бассейном бегемотов (900 м³) и рыбами озёр Малави и Танганьика.
3. Фауна Мозамбикского пролива с бассейном (3100 м³), представляющий, кроме прочего, скатов и песочных акул.
4. Фауна джунглей Конго с бассейнами ламантинов (1250 м³) и нильских крокодилов (260 м³), а также с птицами (зал свободных полетов), в том числе с бурокрылой птицей-мышью, хагедашем, серым токо и молотоглавом.

Весь комплекс насчитывает 19 аквариумов, бассейнов и водоемов с общей площадью 4,6 тыс. м² и емкостью более 15 миллионов литров воды, очищающейся 50 фильтрами. Во время открытия в Африкариуме было представлено несколько тысяч животных, представляющих около 100 видов. Строительство объекта обошлось в 220 миллионов злотых.
Генеральным подрядчиком объекта была вроцлавская компания PB Inter-System S.A. Строительство комплекса было начато в начале 2012 года, завершено в октябре 2014 года.